# Tetragonia eremaea
Tetragonia eremaea är en isörtsväxtart som beskrevs av Carl Hansen Ostenfeld. Tetragonia eremaea ingår i släktet tetragonior, och familjen isörtsväxter. Inga underarter finns listade i Catalogue of Life.

## Bildgalleri

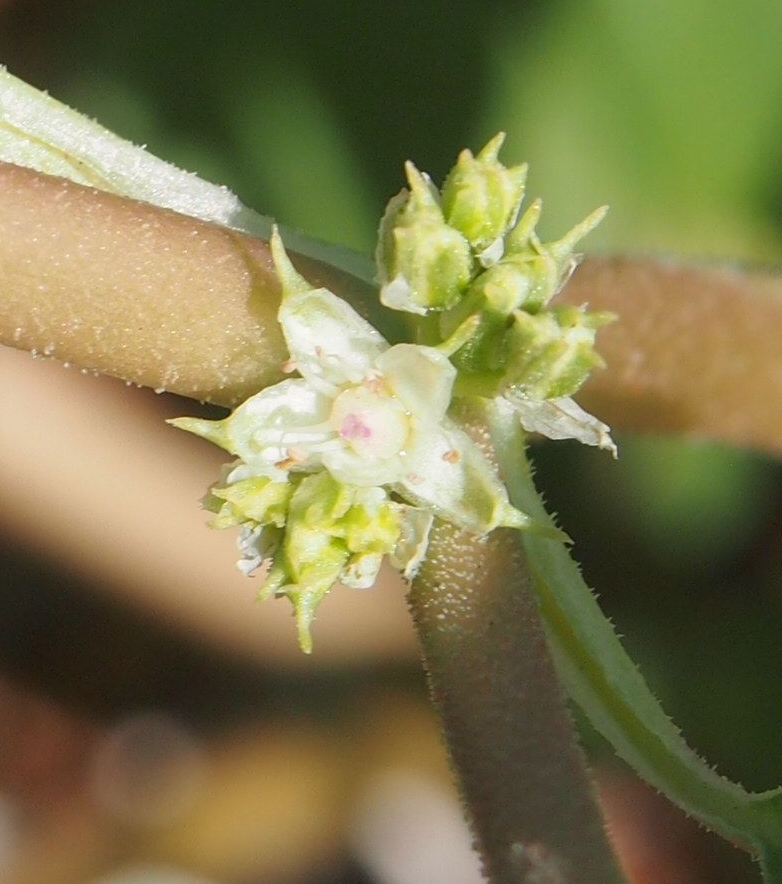